# 阿爾及利亞鳾
阿尔及利亚鳾（學名：Sitta ledanti）是雀形目鳾科的鳥類，也是阿尔及利亚的特有種，最初发现于1973年，属于濒危动物。现在仅能見於該國海拔1000米以上人口密度低的地區。